# 湖南人
湖南人，又称湘人，一般是指出生地或籍贯地为湖南省的人，由于湖南人并非完全由单一族群及完全使用单一方言人群所组成，故一般来讲“湖南人”仅是一个地理上的共同体，不限于漢族或少數民族。

## 源流
三千年前，长江ㄧ帶都是三苗的活动范围，后来因三苗叛亂，中原的轩辕氏、神农氏逐與三苗發生戰爭，到舜帝时期，发生了《尚书·尧典》上记载的“舜逐三苗于三危”事件，舜帝将一部分三苗人驱逐到了今天的甘肃省部分地区，这是史书上第一次记载中原人和湖南人的地盘争夺战争。
东汉时期，马援率领大军出征湖南的五溪蛮、武陵蛮，最后都以失败告终。
五胡乱华、安史之乱、宋室南迁、满清入主中原，都使得中原人口南迁，加剧了中原漢人和湖南漢人的融合，形成了今天的湖南人。

## 文化

### 文化
湖南文化始于楚国，形成于南宋朱熹张栻在岳麓书院讲学，被誉为“湖湘文化”。湖湘文化注重“经世致用”，研究有用之学和社会实际问题，《皇朝经世文编》称为“三湘学人，颂习成风，士皆有用世之志”。

### 军事
湖南人崇尚武力，好斗逞勇，拳术兴盛，清朝乾隆帝时期，湘黔苗民起义，使得清政府举七省的兵力才镇压住。道光帝时期，瑶族赵金龙起义、蓝正樽起义都掀动了整个时局的变化。清朝晚年到新中国，湖南出现一批军事人才，曾国藩、左宗棠、彭玉麟、胡林翼、黄兴、蔡锷、毛泽东、彭德怀、贺龙、罗荣桓、粟裕、黄克诚、陈赓、谭政、肖劲光、许光达、王震等。

### 民风
湖南人对政治和军事等风云变幻的潮流有着强烈的兴趣，民性刚强。杨度在《湖南少年歌》中说：“中国如今是希腊，湖南当做斯巴达；中国将为德意志，湖南当做普鲁士。诸君慎如此，莫言事争空游涕。若道中华国果亡，除非湖南人尽死。” 《湖南通志》说是“劲悍决烈” ，《长沙府志》说是“劲直任气” ，《宁乡县志》说是“人性劲悍” 。

## 脚注
1. ↑  杨度，《少年中国歌》，湖南文献，卷五
2. ↑  《湖南通志》，光绪十一年刊本，民国五十七年影印本，卷三。
3. ↑  《古今图书集成》之《长沙府志》卷1210
4. ↑  《古今图书集成》之《宁乡县志》